# Tisserin de Finn
Ploceus megarhynchus
Espèce
Statut de conservation UICN

 VU A2cd+3cd+4cd;C2a(i) : Vulnérable
Le Tisserin de Finn (Ploceus megarhynchus) est une espèce de passereaux du sous-continent indien, des vallées indiennes du Gange et du Brahmapoutre et du Népal.
L'espèce a été nommé par Allan Octavian Hume sur la base d'un spécimen récolté à Kaladhungi près de Nainital. L'espèce a été redécouverte dans le Teraï, près de Calcutta par Frank Finn et l'espèce a reçu le nom commun de Finn's Baya en anglais par Eugene William Oates autour de 1889-90. Le nom CINFO en découle.